# Totokia

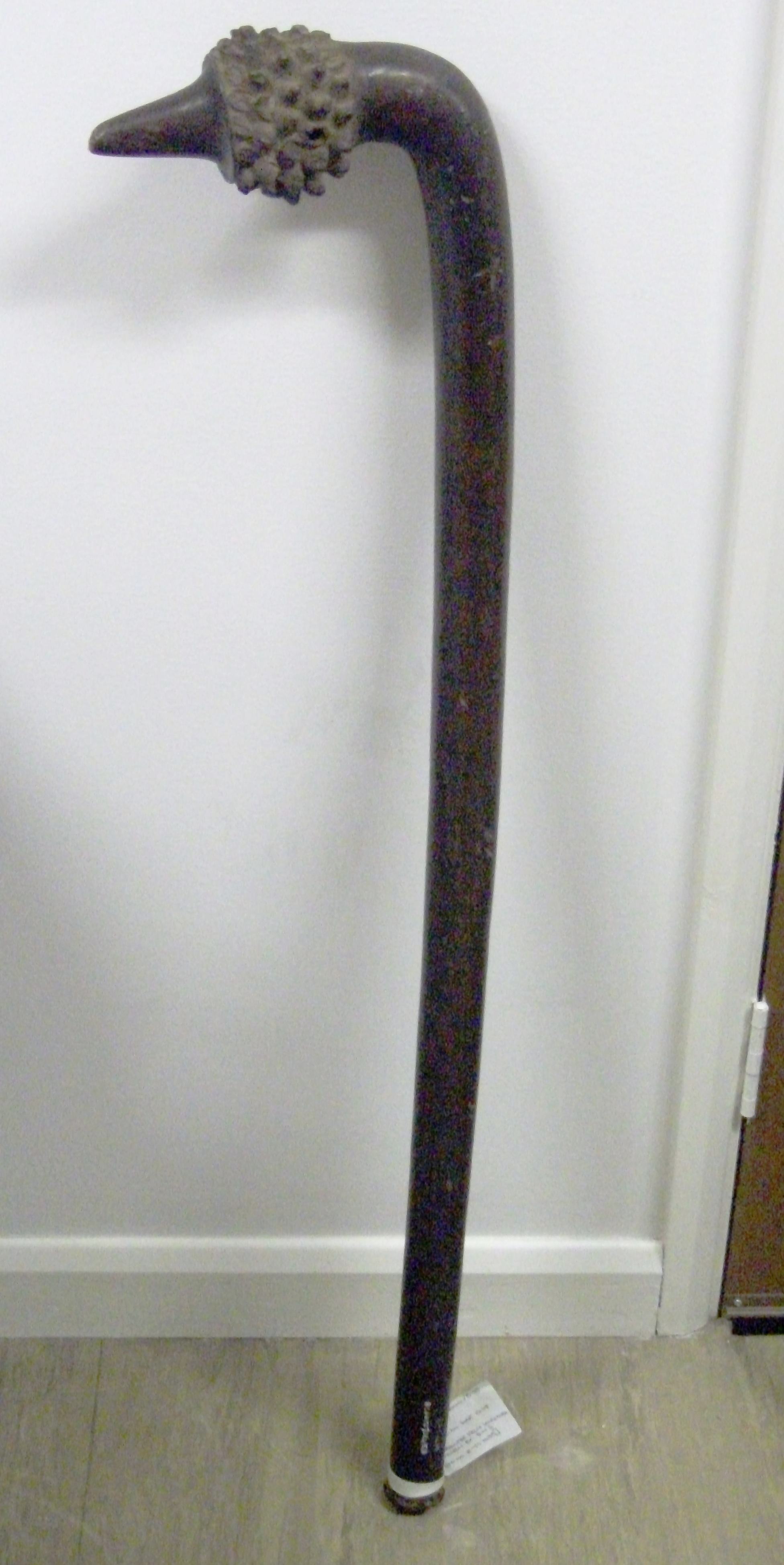
Un totokia

La totokia es una maza o martillo de guerra de Fiji.
La totokia era llamada "maza de piña" debido a la bola con púas detrás del pico del arma. El nombre es incorrecto; la forma en realidad está modelada según la del fruto del pandanus.
El pico y la cabeza del arma se usaron para perforar el cráneo y aplastar la cabeza del enemigo. Además de su uso funcional como arma de guerra, la totokia era también un símbolo de estatus. El arma es construida con madera dura.  
Las armas llevadas por los tusken de Tatooine, en la Guerra de las Galaxias de George Lucas, fueron inspiradas por la totokia.